# 1575 na arte

## Quadros
- Nascimento de Jesus de Juan Fernández de Navarrete

## Nascimentos
| Data | Nome | Profissão | Nacionalidade | Observações | Ref |
| ---- | ---- | --------- | ------------- | ----------- | --- |

## Mortes
| Data         | Nome             | Profissão         | Nacionalidade             | Observações | Ref |
| ------------ | ---------------- | ----------------- | ------------------------- | ----------- | --- |
| ??           | António Nogueira | pintor maneirista | Portugal                  | n. ??       |     |
| 8 de outubro | Jan Matsys       | pintor flamengo   | Reino da França (Bélgica) | n. 1510     |     |